# Свобода (Пазарджикская область)
Свобода (болг. Свобода) — село в Болгарии. Находится в Пазарджикской области, входит в общину Стрелча. Население составляет 200 человек.

## Политическая ситуация
Кмет (мэр) общины Стрелча — Илё Стоев Илёв (Гражданский союз за новую Болгарию (ГСНБ)) по результатам выборов в правление общины.